# 阿纳特

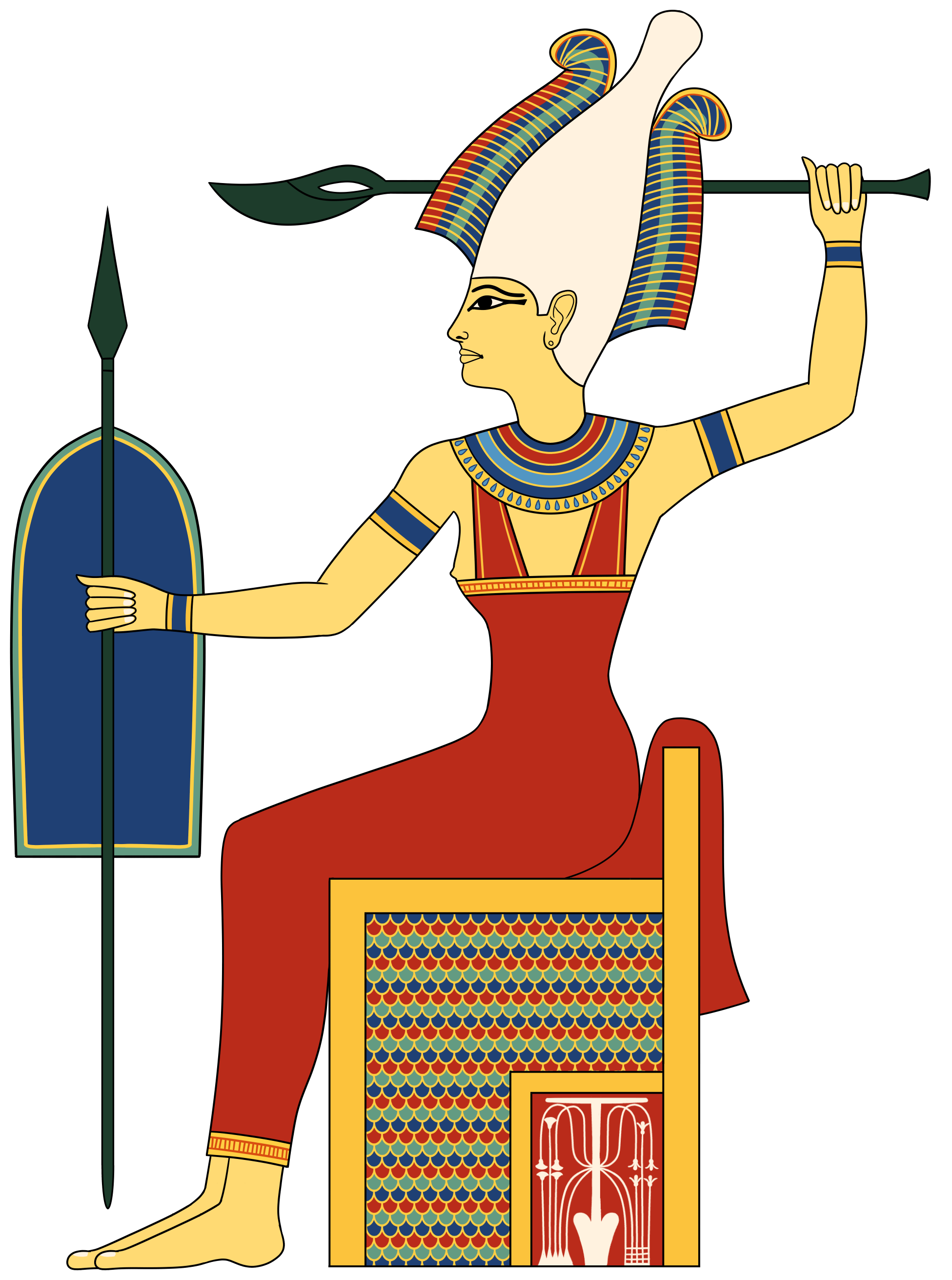
手持長槍、盾牌，配戴阿特夫冠坐於王位上的阿納特女神

阿纳特（Anat, Anath，又译作阿娜特、亚拿特）是迦南神话中的爱神、女战神、丰饶女神和狩猎女神，被誉为“天后和众神之女主宰（Lady of Heaven and Mistress of all gods）”，与阿斯塔蒂同样是苏美尔的女神伊南娜或伊什塔尔在叙利亚的变形。

## 谱系及形象
阿纳特是大神埃尔和亚舍拉的女儿（天帝之女），还是死而复生之神巴力哈达的妹妹和情妇，进入埃及神系中则成为赛特（相当于巴力）之妻。
在埃及信仰体系中，阿纳特常以手持长矛、盾牌和斧头，头戴羽冠的形象出现。现存有的阿纳特偶像将其表现为一位妇人，背上长着两对翅膀，一对向上，一对向下，额上长着两只角，角中间顶着日轮的圆盘。

## 神性
阿纳特作为女战神，与其他的破坏性力量作斗争，如与水怪拉塔努(Litanu)戰斗，目的是为了履行生育繁殖的职能。她表现得既残忍又无拘无束（相当于埃及的塞赫麦特和苏美尔的伊南娜），为了开心取乐而残忍杀死无数“东方及西方的丈夫”，然而她并不满足，还向前来赴宴的宾客大发雷霆（使用雷霆闪电将他们全部击毙），当她清醒过来后，她为这次杀戮而进行了净足仪式。
作为狩猎女神，阿纳特擅长拉弓射箭，同时也是野兽和鸟类的女王。

## 神话故事
阿纳特在腓尼基神话中一直都是一位行为暴虐的女神。阿纳特曾试图让巴力透露出闪电的秘密，但却遭到拒绝。阿纳特一怒之下开始屠杀巴力的信徒，并扬言一直要杀到巴力向她屈服，并说出秘密为止。
巴力向邪恶的冥界之神莫特（Mot）发起了挑战。由于骄傲自大，巴力没能取胜。巴力死后，阿纳特来到地狱寻找丈夫的尸体，但她终究都没办法使巴力重获新生。阿纳特要求莫特将巴力放回阳间，但遭到莫特的拒绝。一怒之下，善战的阿纳特用镰刀将莫特打败为丈夫报了仇，并用火焚烧他，连枷抽打他，以磨碾压他，最后将其碎尸万段分散各处，巴力才因此得以重生。之后，巴力被视为死而复生之神。这则神话反映了古人对自然交替的原始理解，当死亡之神莫特统治世界时，大地一片荒芜；当丰收之神巴力复活时，大地则充满生机。這就是所謂的「巴力循環」。
阿纳特一直觊觎猎人阿克哈特（Aqhat）的神弓，想把这件武器占为己有。于是，阿纳特极力游说阿克哈特让他把神弓让给她，却被遭到拒绝。随后，阿纳特开始诱惑阿克哈特，并承诺让他得到永生。没想到的是阿克哈特竟不为所动，并表示“死亡正是人类的天命”。于是，愤怒地阿纳特差遣随从也朋将阿克哈特残忍杀死了。阿克哈特也在和也朋的战斗中将神弓丢失。

## 信仰
阿纳特在塞浦路斯也同样受到崇拜。阿纳特和阿斯塔蒂后来在罗马神话中合而为一，成为阿塔尔伽提斯（Atargatis）。阿纳特在希腊神话中与狩猎女神阿耳忒弥斯相互混同，在罗马神话中又与弥涅耳瓦混同。希腊化时期，她又被视为雅典娜等女神。

## 作為天之女王
有説法稱遠在犹太教興起之前，在古老的希伯来教神話中，阿纳特是雅赫維（Jahaveh，後世普遍譯為耶和華(Jehovah)，該神祇的形象後來被吸收為猶太教所崇信的獨一真神形象的一部份）的妻子。然而，該説法仍有很大的爭議性。